# Tenisové údery

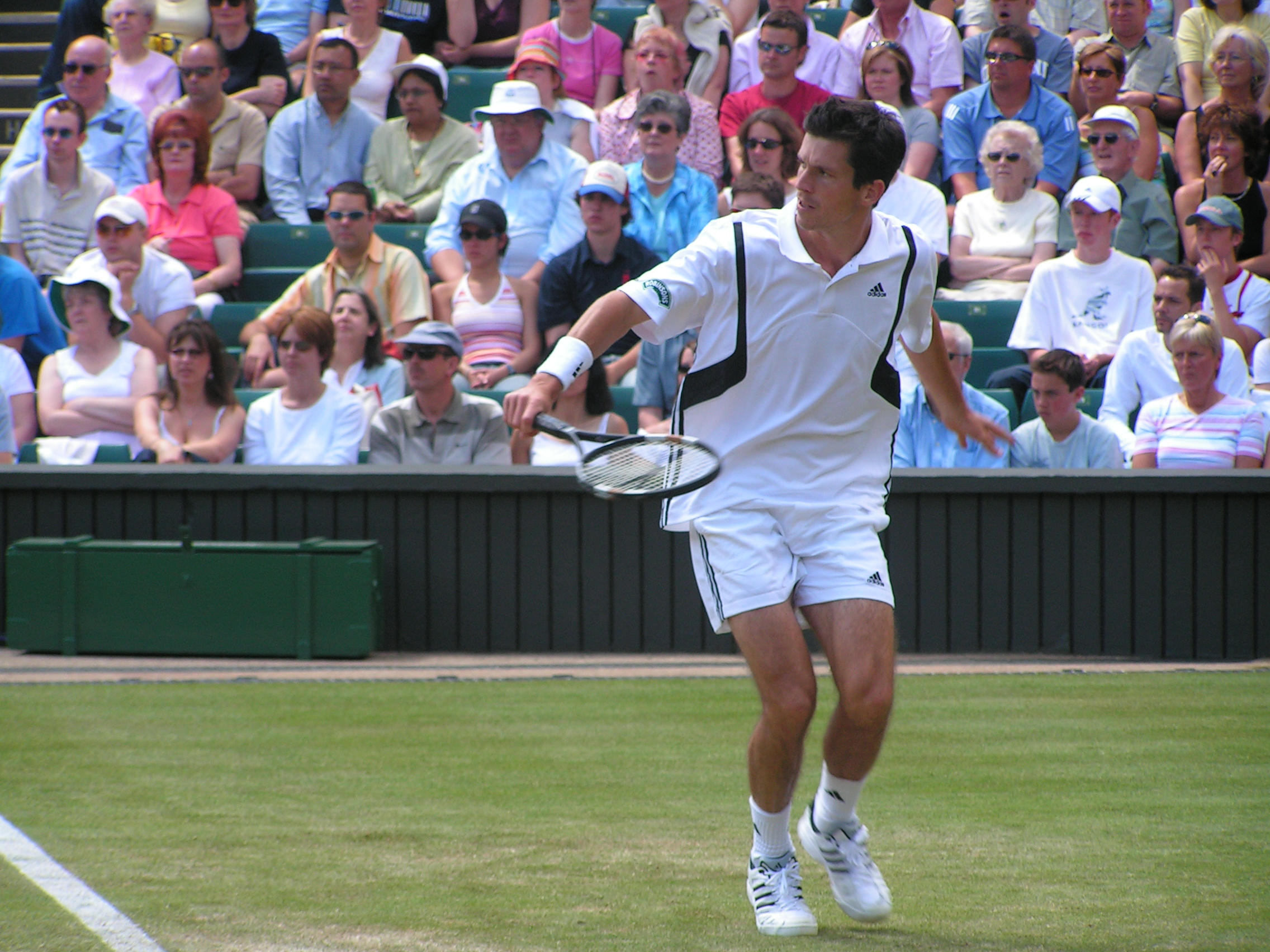
Bekhendový volej Tima Henmana.

Tenisové údery slouží k odehrání míče raketou hráče do soupeřova pole kurtu. V užším slova smyslu se jedná o okamžik zásahu míče raketou. Takový úder lze provést jako přímý nebo s rotací.

## Mechanismus úderu
A. Každý tenisový úder je složen z několika dílčích fází v celek. Tyto fáze probíhají jak současně, tak i v konkrétním pevném pořadí:
1. sledování míče zrakem
2. práce nohou
3. pohyb paže s raketou
4. vložení váhy těla do úderu

B. Uskutečnění úderu probíhá v několika na sebe navazujících stupních:
1. nápřah
2. udeření do míče (zásah raketou a vložení váhy těla do úderu)
3. protažení úderu

## Rotace
Rotace je využívána u úderů, které udělí míči při jeho letu horní, boční či dolní rotaci.

### Horní rotace
Při úderu s horní rotací je míč roztočen okolo vodorovné osy vpřed dolů (horní část se otáčí ve směru letu). Pohyb rakety je v takovém případě veden zdola nahoru. Dráha letu míče je pak vyšší než u přímého úderu a jeho odskok je vysoký. Úder, který má nižší intenzitu a menší rychlost horní rotace se jmenuje liftovaný úder (lift), u vyšší horní rotace hovoříme o  topspinu (dráha rakety jde strměji nahoru a dráha letu míče je vyklenutější).

### Dolní rotace
Při hraní spodní rotace je míč roztočen okolo vodorovné osy vzad vzhůru (horní část míče rotuje proti směru letu). Pohyb rakety je veden shora dolů. Letová dráha je většinou plochá a odskok míče nízký. Takový úder nazýváme čop nebo slajs.

### Boční rotace
U boční rotace je míč roztočen okolo svislé osy zleva doprava nebo opačně zprava doleva.
V tenisovém úderu lze tyto rotace kombinovat. Rychlost letícího míče je u rotovaných úderů nižší než u přímých. Výhodou však je lepší kontrola a jistota přesnějšího umístění míče do dvorce.

## Typy úderů

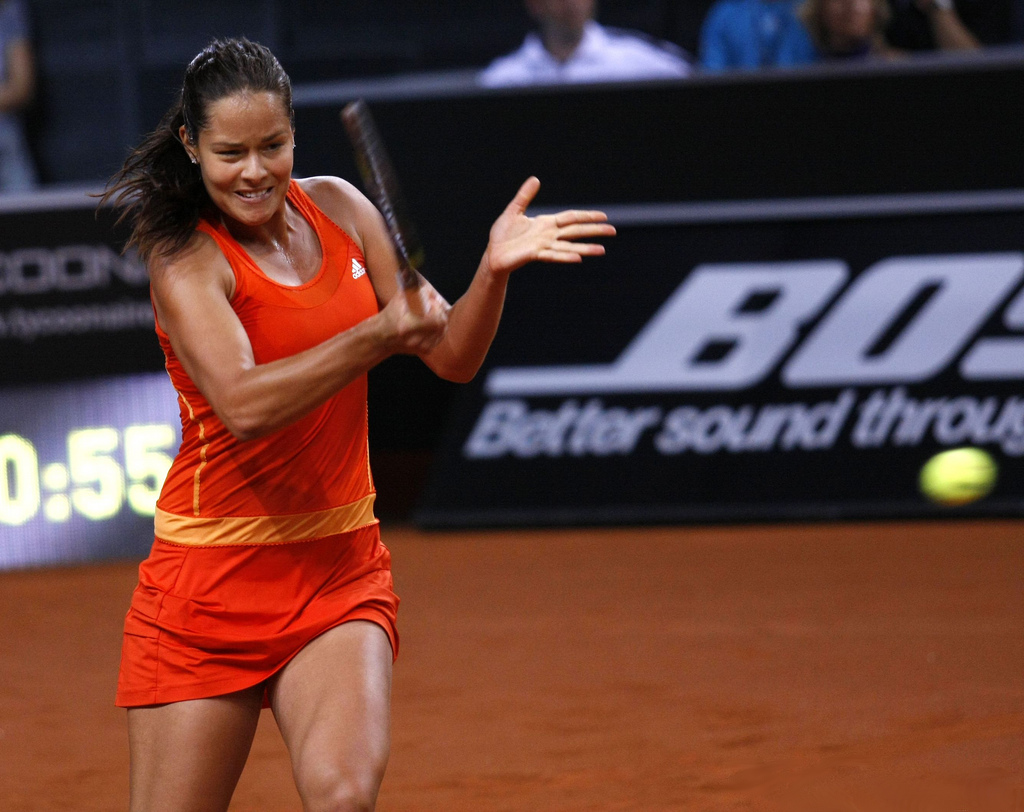
Forhend Any Ivanovićové.

Rozlišujeme osm základních tenisových úderů:
1. podání
2. forhend
3. bekhend
4. volej
5. halfvolej
6. smeč
7. zkrácení hry
8. lob